# Larnod
Larnod település Franciaországban, Doubs megyében. Lakosainak száma 784 fő (2022. január 1.). Larnod Beure, Pugey és Rancenay községekkel határos.

## Népesség
A település népességének változása:
| Lakosok száma | 216  | 514  | 649  | 597  | 718  | 772  | 773  | 786  | 796  | 784  |
|               | 1968 | 1982 | 1990 | 2006 | 2013 | 2015 | 2017 | 2019 | 2020 | 2022 |